# Sladder
|  | Denne artikel er oprettet af botten PalnaBot ud fra en ekstern database. Den kan derfor have sproglige fejl eller mangler. Denne skabelon kan fjernes efter kontrol af indholdet. |

Sladder er en stumfilm fra 1913 instrueret af Christian Schrøder efter manuskript af Armin Cyliax.